# San Pedro del Arroyo
San Pedro del Arroyo è un comune spagnolo di 483 abitanti situato nella comunità autonoma di Castiglia e León.